# Antheua ephippiata
Antheua ephippiata är en fjärilsart som beskrevs av Hans Daniel Johan Wallengren 1860. Antheua ephippiata ingår i släktet Antheua och familjen tandspinnare. Inga underarter finns listade i Catalogue of Life.